# Сергеевка (Благовещенский район, Алтайский край)
Сергеевка — упразднённый в 1983 году посёлок в Благовещенском районе Алтайского края России. На момент упразднения входил в состав Суворовского сельсовета. 

## География
Посёлок находился в западной части Алтайского края, в степной зоне, вблизи истока реки Хорошонок, южнее железнодорожной линии Кулунда — Барнаул, на расстоянии примерно 4,5 километров (по прямой) к северу от села Суворовка.

## История
Был основан в 1914 году переселенцами из села Сергеевка Тамбовской губернии на переселенческом участке «При озере Черненьком». В 1928 г. состоял из 90 хозяйств. В административном отношении входил в состав Суворовского сельсовета Благовещенского района Славгородского округа Сибирского края.
В 1930-е годы организован колхоз «Память Ильича». Позже посёлок являлся отделением колхоза «Красный боец».
Исключен из учётных данных в 1983 году.

## Население
В 1926 году в посёлке проживало 437 человек (230 мужчин и 207 женщин), основное население — русские.